# Gabela (Bosnien och Hercegovina)
Gabela är en ort i Bosnien och Hercegovina.   Den ligger i entiteten Federationen Bosnien och Hercegovina, i den södra delen av landet, 100 km sydväst om huvudstaden Sarajevo. Gabela ligger 17 meter över havet och antalet invånare är 2 562.
Terrängen runt Gabela är huvudsakligen kuperad, men den allra närmaste omgivningen är platt.Närmaste större samhälle är Čapljina, 6,4 km norr om Gabela. 
Trakten runt Gabela består till största delen av jordbruksmark. Runt Gabela är det ganska tätbefolkat, med 93 invånare per kvadratkilometer.